# Teofil Cieśla
Teofil Cieśla (ur. 12 czerwca 1925 w Bobrownikach) – polski działacz partyjny i państwowy, wicewojewoda katowicki, urzędnik konsularny. 

## Życiorys
Syn Zachariasza i Balbiny. W latach 1941–1944 zatrudniony w kopalni w Chorzowie. Od 1945 do 1947 był pracownikiem Urzędu Bezpieczeństwa Publicznego w Bytomiu. W latach 1950–1954 był dyrektorem Powszechnego Domu Towarowego w Bytomiu. W 1955 do 1975 był kadrowym pracownikiem aparatu partyjnego, m.in. ukończył Centralną Szkołę Partyjną im. J. Marchlewskiego w Warszawie (1955–1956), kierował wydziałami - ogólnym i produkcji rynkowej, handlu i usług Komitetu Wojewódzkiego PZPR w Katowicach (1968–1974), pełnił funkcję I sekr. Komitetu Miejskiego w Bytomiu (1974–1975), wicewojewody katowickiego (1975–1979), następnie konsula generalnego w Ostrawie (1979–1980). 
Odznaczony Krzyżem Kawalerskim Orderu Odrodzenia Polski, Złotym i Srebrnym Krzyżem Zasługi oraz Orderem Sztandaru Pracy II klasy.